# Giovinezza
Giovinezza (po włosku: młodość) – oficjalny hymn włoskiej Narodowej Partii Faszystowskiej (pod nazwą Inno Trionfale del Partito Nazionale Fascista) oraz od lat 30. XX wieku hymn armii, jak również nieoficjalny hymn narodowy Włoch w latach 1924–1943.
Chociaż hymn ten był często śpiewany razem z Marszem królewskim "Marcia Reale", niektórzy historycy uważają, że de facto zastąpił Marsz Królewski jako hymn narodowy. Przytaczana jest anegdotyczna okoliczność, iż "Giovinezza" stała się de facto hymnem narodowym po wizycie we Włoszech w 1923 króla Hiszpanii Alfonsa XIII, który podczas wieczoru galowego w Teatro dell'Opera di Roma wstał w trakcie wykonywania "Giovinezzy" (lecz został wnet usadzony pociągnięciem za mankiet przez królową Włoch Helenę).
Hymn "Giovinezza" został skomponowany w roku 1909 przez prawnika i kompozytora Giuseppe Blanca, z tekstem autorstwa Nina Oxili, jako "Commiato" ("Pożegnanie") – piosenka odnosząca się do momentu kończenia studiów i wchodzenia w dorosłe życie. Blanc także skomponował kilka innych pieśni faszystowskich, jak na przykład "Orły Rzymu. Hymn imperialny" (później wolą samego Mussoliniego przemianowany na "Marsz legionów").
Autorem oryginalnych słów "Giovinezzy" jest Marcello Manni ("Su compagni in forte schiere"). Po marszu na Rzym, kiedy pieśń ta była często śpiewana, Benito Mussolini powierzył Salvatorowi Gottcie napisanie nowych słów w 1924 roku.
Po kapitulacji Włoch w 1943 roku hymn ten został przez aliantów zakazany, skutkiem czego Włochy aż do 1946 roku nie posiadały hymnu (wtedy Il Canto degli Italiani Goffreda Mameliego został uznany za hymn tymczasowy, a później stał się nowym hymnem republiki).

## Słowa hymnu
Salve o popolo di eroi,

salve o Patria immortale,

son rinati i figli tuoi

con la fe' nell'ideale.

Il valor dei tuoi guerrieri,

la virtù dei pionieri,

la vision dell'Alighieri,

oggi brilla in tutti i cuor.
REFREN:
Giovinezza, Giovinezza,

Primavera di bellezza,

della vita nell'asprezza

il tuo canto squilla e va!
{Per Benito Mussolini,

Eja eja alalà.

Per la nostra Patria bella,

Eja eja alalà.}
Nell'Italia nei confini,

son rifatti gli Italiani,

li ha rifatti Mussolini

per la guerra di domani.

Per la gloria del lavoro,

per la pace e per l'alloro,

per la gogna di coloro

che la Patria rinnegar.
REFREN
I poeti e gli artigiani,

i signori e i contadini,

con orgoglio d'Italiani

giuran fede a Mussolini.

Non v'è povero quartiere,

che non mandi le sue schiere,

che non spieghi le bandiere

del Fascismo redentor.
REFREN